# Fysikstuderende i Danmark
Fysikstuderende i Danmark (FSID) er foreningen for fysikstuderende på de danske universiteter. Foreningen er selvstændig, men samarbejder som sektion med Dansk Fysisk Selskab og er desuden medlem af International Association of Physics Students.